# Zwitserland op de Olympische Winterspelen 1924
Tijdens de Olympische Winterspelen van 1924 die in Chamonix, Frankrijk werden gehouden nam Zwitserland deel en was hiermee een van de zestien landen die aan de eerste Olympische winterspelen deel nam.
De Zwitserse delegatie bestond uit 47 ingeschreven deelnemers in negen takken van sport waarvan er 29 in zeven takken van sport aan de wedstrijden deelnam. Zwitserland eindigde op de vierde plaats in het medailleklassement met twee gouden en één bronzen medaille.

## Medailleoverzicht
| Sport                | Olympiër           | Discipline  | Medaille |
| -------------------- | ------------------ | ----------- | -------- |
| Bobsleeën            | Team Zwitserland I | 4/5-mansbob | Goud     |
| Militaire patrouille | Olympisch team     | mannen      | Goud     |
| Kunstrijden          | Georges Gautschi   | mannen      | Brons    |

## Deelnemers en resultaten

### Bobsleeën
| Olympiër                                                       | Discipline                 | Resultaat | Prestatie                                       |
| -------------------------------------------------------------- | -------------------------- | --------- | ----------------------------------------------- |
| Eduard Scherrer Alfred Neveu Alfred Schläppi Heinrich Schläppi | 4/5-mansbob Zwitserland II | Goud      | 5.45,54 (1.27,39 / 1.26,60 / 1.25,02 / 1.26,33) |
| Alois Faigle Anton Guldener Charles Stoffel Edmond LaRoche     | 4/5-mansbob Zwitserland II | dnf       | (5.38,00 / niet gestart in 2e, 3e, 4e run)      |

De reserves bij het bobsleeën, C. Payer en H. Rigazio kwamen niet in actie.

### Kunstrijden
| Olympiër         | Discipline | Resultaat | Prestatie             |
| ---------------- | ---------- | --------- | --------------------- |
| Georges Gautschi | mannen     | Brons     | pc. 23; 319.07 punten |

De tweede bij het mannentoernooi ingeschreven A. Megroz nam niet aan de spelen deel.

### Langlaufen
| Olympiër              | Discipline | Resultaat | Prestatie      |
| --------------------- | ---------- | --------- | -------------- |
| Peter Schmid          | 18 km      | 14e       | 1:33.34        |
| Xaver Affentranger    | 18 km      | 22e       | 1:36.36        |
| Hans Eidenbenz        | 18 km      | 25e       | 1:39.51        |
| Alexandre Girardbille | 18 km      | 26e       | 1:41.43        |
| Alfred Aufdenblatten  | 50 km      | dnf       | niet gefinisht |
| Hans Herrmann         | 50 km      | dnf       | niet gefinisht |
| Simon Julén           | 50 km      | dnf       | niet gefinisht |

### Militaire patrouille
| Olympiër                                                    | Discipline | Resultaat | Prestatie   |
| ----------------------------------------------------------- | ---------- | --------- | ----------- |
| Alfred Aufdenblatten Anton Julen Alfons Julen Denis Vaucher | 30 km      | Goud      | 3:56:06 (8) |

De vier ingeschreven deelnemers Simon Julén, F. Erb, A. Hermann en E. Perren namen niet deel bij de militaire patrouille.

### Noordse combinatie
| Olympiër              | Discipline | Resultaat | Prestatie                                                            |
| --------------------- | ---------- | --------- | -------------------------------------------------------------------- |
| Peter Schmid          | mannen     | 11e       | 12.219 punten 18 km: 10.375 (1:33.34) schans: 14.062 (34,5 + 33,0 m) |
| Alexandre Girardbille | mannen     | 14e       | 11.604 punten 18 km: 6.500 (1:41.43) schans: 16.708 (38,0 + 41,0 m)  |
| Hans Eidenbenz        | mannen     | 15e       | 11.438 punten 18 km: 7.375 (1:39,51) schans: 15.500 (36,5 + 41,5 m)  |
| Xaver Affentranger    | mannen     | 17e       | 11.188 punten 18 km: 9.000 (1:36.36) schans: 13.375 (33,0 + 34,0 m)  |

### Schansspringen
| Olympiër              | Discipline | Resultaat | Prestatie                     |
| --------------------- | ---------- | --------- | ----------------------------- |
| Alexandre Girardbille | mannen     | 8e        | 16.794 punten (40,5 + 41,5 m) |
| Peter Schmid          | mannen     | 18e       | 13.36 punten (33,0 + 33,5 m)  |
| Hans Eidenbenz        | mannen     | 23e       | 9.98 punten (42,0 m + val)    |
| Xaver Affentranger    | mannen     | 24e       | 7.81punten (val + 32,5 m)     |

### IJshockey
| Olympiër | Discipline | Resultaat | Prestatie                                             |
| --- | ---------- | --------- | ----------------------------------------------------- |
| Fred Auckenthaler Wilhelm de Siebenthal Emil Filliol Marius Jaccard Emile Jacquet Bruno Leuzinger Ernest Mottier Peter "Putzi" Müller René Savoie Donald Unger Amdré Verdail | mannen     | 7e        | Groep A 0-9 Zweden 0-33 Canada 2-11 Tsjecho-Slowakije |

De reservespelers L. Dufour en M. Holsboer namen niet aan de wedstrijd deel.
De kunstschaatser A.K. Spengler en het mannen curlingteam (H. Buchli, J. Caprez, Castan, G. Genillard, A. Rocco, H. Roelli, P. Wieland en W. Wieland) namen niet aan de spelen deel.
België · Canada · Finland · Frankrijk · Groot-Brittannië · Hongarije · Italië · Joegoslavië · Letland · Noorwegen · Oostenrijk · Polen · Tsjecho-Slowakije · Verenigde Staten · Zweden · Zwitserland